# مدیسون (مین)

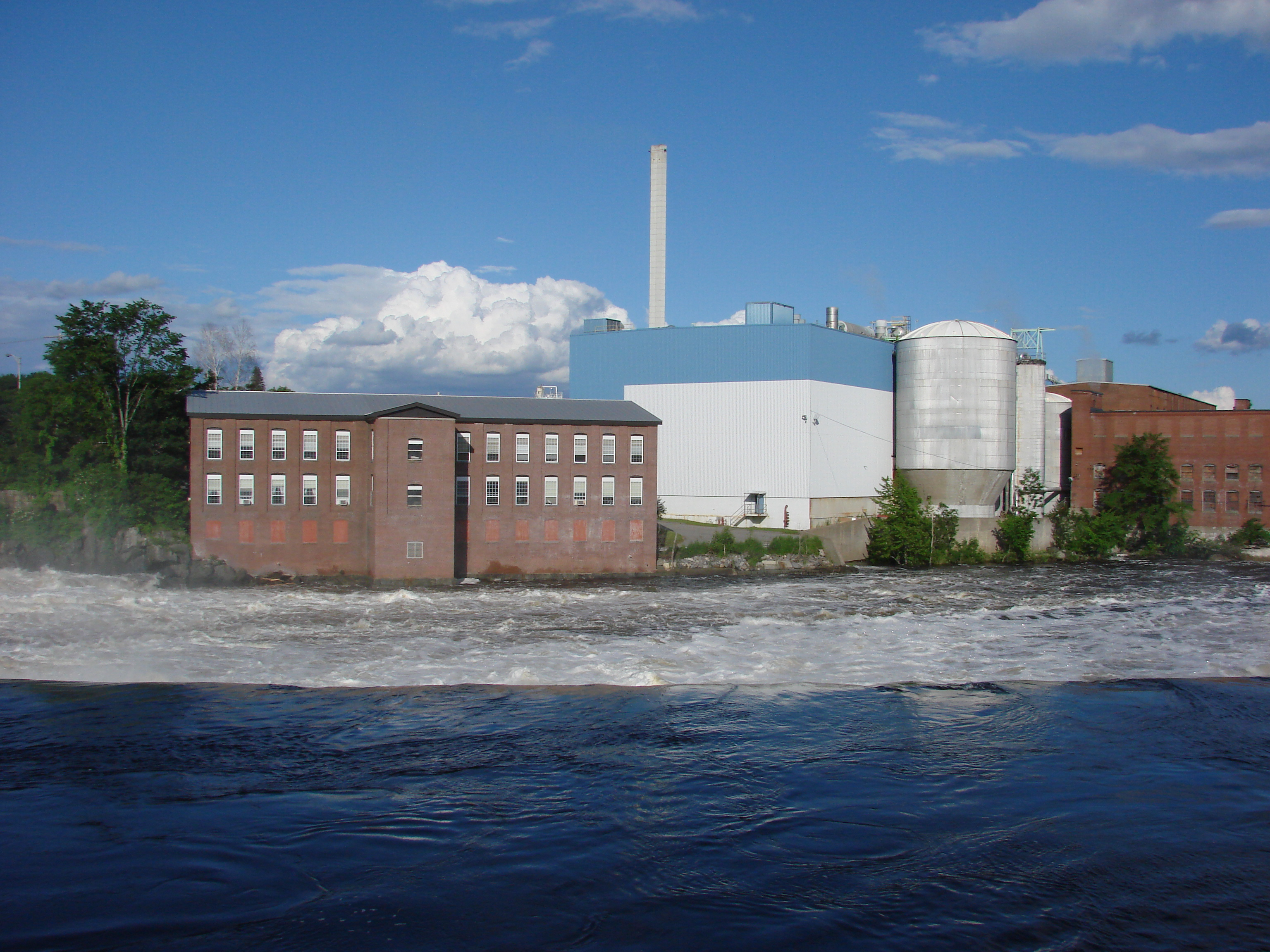
مدیسون

مدیسون (به انگلیسی: Madison) یک شهرک در ایالات متحده آمریکا است که در شهرستان سامرست، مین واقع شده‌است. مدیسون ۱۴۱٫۹۸ کیلومتر مربع مساحت و ۴٬۸۵۵ نفر جمعیت دارد.